# Lästiger Ritterling
Der Lästige Ritterling oder Nadelwald-Gas-Ritterling (Tricholoma inamoenum) ist eine Pilzart aus der Familie der Ritterlingsverwandten (Tricholomataceae). Der mittelgroße Ritterling hat einen matten, weißlichen Hut und weißliche, ziemlich dicke und entfernt stehende Lamellen. Sein Geruch ist unangenehm, leuchtgasartig und seine Sporen auffallend groß. Die Fruchtkörper des Mykorrhizapilzes erscheinen von August bis November überwiegend in Bergnadelwäldern unter Fichten. Der Pilz ist ungenießbar.

## Merkmale

### Makroskopische Merkmale
Der Hut ist 4–6 (–7,5) cm breit, anfangs glockig, halbkugelig oder kegelig, später gewölbt bis ausgebreitet. Normalerweise hat er einen deutlich ausgebildeten Buckel. Die Oberfläche ist seidig-matt und kahl und schmutzig weißlich bis cremefarben. In der Mitte ist der Hut oft blass milchkaffeefarben oder blassocker gefärbt, der Rand ist glatt.
Die breiten, bauchigen, weißlichen bis blassgelben Lamellen sind ausgebuchtet am Stiel angewachsen. Sie stehen entfernt und sind ziemlich dick. Lamellen und Zwischenlamellen sind von sehr ungleicher Länge. Die gleichfarbenen Lamellenschneiden sind fast glatt bis grob ausgefressen und das Sporenpulver ist wie bei allen Ritterlingen weiß und inamyloid.
Der zylindrische oder keulige Stiel ist 5–12 cm lang und 0,5–1,20 (–1,8) cm breit. Er ist schlank, voll und die Stielrinde ist weißlich, längs-faserig und zur Basis hin oft schmutzig-bräunlich.
Das dünne, weißliche Fleisch riecht sehr unangenehm nach Leuchtgas oder Steinkohlenteer. Der Geruch erinnert stark an den des Schwefelritterlings. Der Geschmack ist mild oder kohlartig und mitunter auch leicht ranzig oder bitter.

### Mikroskopische Merkmale
Die ellipsoiden bis länglichen oder fast zylindrischen Sporen sind 9,5–12,0 (–13,0) µm lang und 6,0–7,5 (–8,0) µm breit und haben einen auffallend großen Apiculus. Der Q-Wert (Quotient aus Sporenlänge und -breite) ist durchschnittlich 1,5–1,6.
Die gewöhnlich schnallentragenden Basidien messen 39–56 × 9–12 µm und sind meist viersporig (Es kommen aber vereinzelt auch zweisporige Basidien vor). Die Lamellenschneide ist mit Basidien besetzt, Zystiden fehlen. Die Hutdeckschicht (Pileipellis) ist eine Cutis, die Übergänge zu einem Trichoderm zeigt. Sie besteht aus zylindrischen, 2,0–5,0 µm breiten Hyphen. Die terminalen Hyphenenden sind fast keulig und messen 20–34 × 5,5–11 µm. Intrazelluläre Pigmente sind kaum zu sehen. Die Stipitipellis ist eine Cutis, die von schmalen zylindrischen, 2,0–4,0 µm breiten Hyphen gebildet wird. Besonders zur Stielspitze hin findet man eingestreute, leicht keulige Caulozystiden, die 13–30 × 2,0–7,0 µm messen und einzeln oder in Büschel vorkommen können. Schnallen kommen so gut wie nicht vor.

## Artabgrenzung
Es gibt zahlreiche mehr oder weniger weißhütige Ritterlinge, die nur schwer voneinander zu unterscheiden sind. Wichtige Unterscheidungskriterien sind: Standortansprüche, Geruch und Geschmack, sowie mikroskopische Merkmale. Besonders ähnlich sind die Arten der Sektion Lasciva. Dazu gehören der Strohblasse Ritterling (Tricholoma album), der Unverschämte Ritterling (Tricholoma lascivum) und der Weiße Birken-Ritterling (Tricholoma stiparophyllum). Von all diesen Arten unterscheidet sich der Lästige Ritterling durch die Merkmalskombination von sehr großen Sporen, relativ dicken, entfernt stehenden Lamellen und durch seinen unangenehmen Geruch, der stark an den des Schwefel-Ritterlings erinnert. Außerdem findet man den Pilz in Nadelwäldern, während die Pilze der Sektion Lasciva überwiegend in Laubwäldern vorkommen.
Der Strohblasse Ritterling hat zwar ähnlich entfernt stehende Lamellen, aber seine Sporen sind deutlich kleiner und er hat einen mehr süßlich-aromatischen Geruch.

## Chemische Inhaltsstoffe
Der unangenehme Geruch wird hauptsächlich durch Indol und 1-Octen-3-ol verursacht.

## Ökologie und Verbreitung

Europäische Länder mit Fundnachweisen des Lästigen Ritterlings.
Legende:
Länder mit Fundmeldungen
Länder ohne Nachweise
keine Daten
außereuropäische Länder

Der Lästige Ritterling wurde in Nordamerika (Kanada und USA), Asien (Japan) und Europa nachgewiesen. In Nordeuropa ist der Ritterling bis fast an den 67. Breitengrad verbreitet und sehr häufig. In Estland gehört er zu den häufigsten Blätterpilzen. In West-, Mittel und Südeuropa findet man in überwiegend in den Gebirgsnadelwäldern und dort besonders in den Kalkgebirgen. In den Alpenländern ist er ziemlich häufig, während es aus den Niederlanden, Großbritannien und Irland nur wenige Nachweise gibt. In Deutschland ist der Pilz ortshäufig, fehlt aber andererseits vielerorts oder ist dort nur sehr selten.
Der Lästige Ritterling ist ein Mykorrhizapilz, der überwiegend mit Fichten vergesellschaftet ist. Man findet ihn in Mitteleuropa überwiegend in Gebirgsnadelwäldern über 600 m NN. Die Fruchtkörper, die einzeln oder truppweise auftreten können, erscheinen zwischen August und November. Oft wachsen sie zwischen Heidelbeersträuchern. Der Ritterling mag nährstoffreiche Kalkböden und kann an geeigneten Standorten sehr häufig sein. Auch in den borealen Nadelwäldern Nordeuropas ist er ein häufig anzutreffender Pilz.

## Systematik

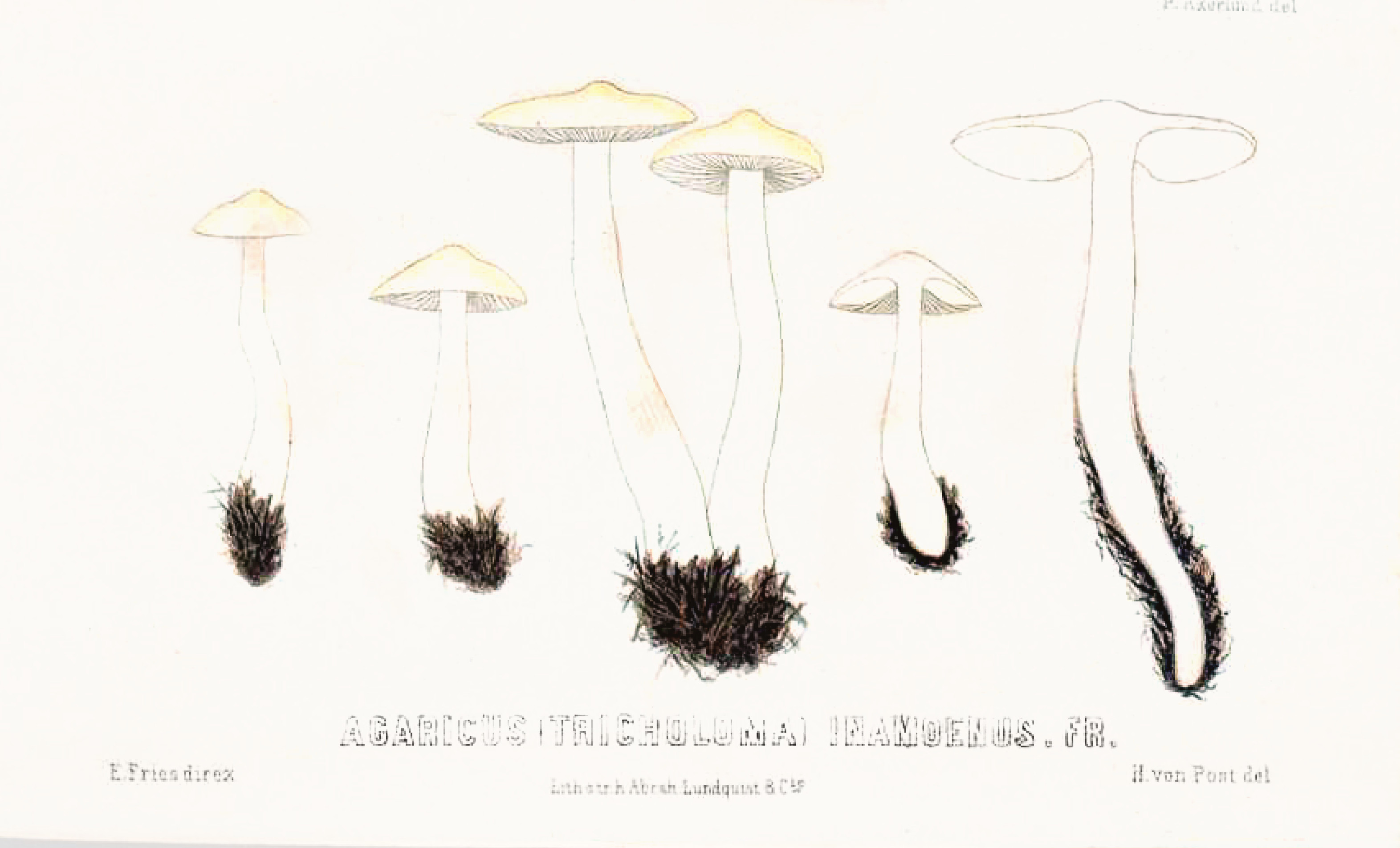
Agaricus inamoenus in E.M. FriesesIcones selectae hymenomycetum Tafel 38, Fig. 2

Der Lästige Ritterling wird von Marcel Bon in die Untergattung Sericeomyces und dort in die Sektion Inamoena gestellt. Die charakteristischen Merkmale dieser Sektion sind: seidigglänzende Hüte und eine wenig differenzierte Huthaut. Die Fruchtkörper sind gewöhnlich blass weiß bis gelblich und haben einen starken, meist unangenehmen oder widerlichen Geruch.
Der Lästige Ritterling wurde 1815 erstmals durch E.M. Fries als Agaricus inamoenus beschrieben und unter diesen Namen in seinem Werk „Systema Mycologicum“ 1821 sanktioniert. 1874 stellte C.C. Gillet den Ritterling in die Gattung Tricholoma. Durch diese Neukombination erhielt er seinen heute gültigen Namen.
Zwölf Jahre später stellte der französische Mykologe L. Quélet den Lästigen Ritterling als Gyrophila sulphurea var. inamoena in seine neu geschaffene Gattung Gyrophila, doch bereits zwei Jahre später stufte er ihn wieder als Gyrophila inamoena zur Art herauf. Beide Neukombinationen konnte sich allerdings nicht durchsetzen.

## Bedeutung
Aufgrund seines unangenehmen Geruches und des ebenso widerlichen Geschmackes lässt sich der Pilz kulinarisch nicht verwerten.